# CEPT

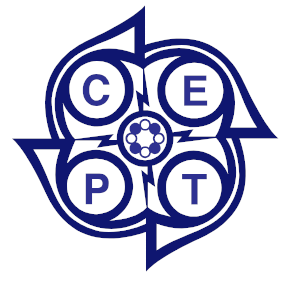
Logo organizace CEPT

Evropská konference správ pošt a telekomunikací (CEPT, francouzsky Conférence européenne des administrations des postes et des télécommunications; anglicky European Conference of Postal and Telecommunications Administrations) je koordinační organizace evropských státních telekomunikačních a poštovních organizací založená 26. června 1959.
V roce 1988 CEPT založila Evropský ústav pro telekomunikační normy (ETSI), který mimo jiné vytvořil standard GSM pro mobilní sítě.
CEPT má tři hlavní složky:
- ECC (Electronic Communications Committee) – zodpovědné za oblast radiokomunikací a telekomunikací; vzniklo v září 2001 sloučením ECTRA a ERC (European Radiocommunications Committee)[2]
  - Stálý sekretariát ECC je ECO (European Communications Office)
- CERP (European Committee for Postal Regulation francouzsky Comité européen des régulateurs postaux) – zodpovědné za oblast pošt
- Com-ITU (Committee for ITU Policy) – zodpovědné za organizování a koordinaci CEPT aktivit při přípravě zasedání ITU – zasedání Rady ITU, Plenipotentiary konference, konference World Telecommunication Development a shromáždění World Telecommunication Standardisation Assembly

Každá ze složek má svého předsedu. Trojice předsedů tvoří vedení CEPT.

## Členské země
V dubnu 2018 mělo CEPT 48 členských zemí:
Albánie, Andorra, Rakousko, Ázerbájdžán, Bělorusko, Belgie, Bosna a Hercegovina, Bulharsko, Chorvatsko, Kypr, Česko, Dánsko, Estonsko, Finsko, Francie, Gruzie, Německo, Řecko, Maďarsko, Island, Irsko, Itálie, Litva, Lichtenštejnsko, Lotyšsko, Lucembursko, Malta, Moldavsko, Monako, Černá Hora, Nizozemsko, Norsko, Polsko, Portugalsko, Rumunsko, Rusko, San Marino, Severní Makedonie, Srbsko, Slovensko, Slovinsko, Španělsko, Švédsko, Švýcarsko, Turecko, Ukrajina, Spojené království, Vatikán.